# غريغ وود (لاعب كرة قدم أسترالية)
غريغ وود (بالإنجليزية: Greg Wood)‏ هو لاعب كرة قدم أسترالية أسترالي، ولد في 8 مارس 1953.

## وصلات خارجية
- غريغ وود على موقع AustralianFootball.com (الإنجليزية)
- غريغ وود على موقع AFLtables.com (الإنجليزية)